# Из Лебяжьего сообщают
«Из Лебя́жьего сообща́ют» — советский короткометражный фильм 1960 года, дипломная работа студента ВГИКа Василия Шукшина, ставшая его первым самостоятельным фильмом. Шукшин выступил в фильме не только как режиссёр и сценарист, но и сыграл одну из главных ролей. Фильм рассказывает об одном дне сельского райкома партии в жаркий период летней страды.

## Сюжет
Секретарь райкома Иван Егорович Байкалов вызывает к себе инструктора райкома Петра Ивлева и просит его поехать в Лебяжье — там не успевают убрать хлеб, а через три дня пойдут дожди: Ивлеву предстоит найти дополнительную технику и мобилизовать людей на авральную работу. В приёмной секретаря тем временем встречаются заикающийся механик Сеня Громов, который срочно разыскивает дефицитные коленчатые валы, и работник прилавка Евгений Иванович, который пришёл к Байкалову по вопросу о якобы незаконно начисленных алиментах, но получил суровый отпор. К Байкалову в кабинет заходит и Наумова, жена врача, — она просит секретаря воздействовать на её мужа, который завёл роман с другой женщиной. Из анонимной записки, которую прислали Байкалову, следует также, что жена Ивлева изменяет мужу с другим.
У Сени и Евгения Ивановича, которые вместе выходят из приёмной, завязывается беседа, и Сеня просит Евгения Ивановича помочь достать коленчатые валы. Когда тот соглашается, Сеня ведёт его в чайную, где угощает водкой, однако Евгений Иванович начинает ругать начальство и сомневаться в том, что коммунизм будет построен, после чего Сеня прогоняет его.
Вечером Байкалов идёт к Наумовым, где его уже ждёт приходившая к нему женщина. Байкалова удивляет, что, будучи педагогом по специальности, Наумова не хочет работать в деревне, куда распределили её мужа, а сидит дома. Приходит Наумов, и Байкалов спрашивает его, любит ли тот другую женщину, на что получает утвердительный ответ. Байкалов просит Наумова подумать, прежде чем решаться на развод, и, выйдя на улицу, встречает Ивлева, который ещё не поехал в Лебяжье. Они разговаривают, а позже Байкалов заходит к Ивлеву домой и узнаёт, что тот выгнал жену из дома за измену. Байкалов вызывает Ивлеву машину, и тот едет в Лебяжье, с ним вместе едет и Сеня, которому удалось достать коленчатые валы.
Фильм заканчивается звонком Ивлева Байкалову из Лебяжьего, в котором Ивлев сообщает, что машины найдены и работа продвигается по плану.

## В ролях
- Василий Макаров — Иван Егорович Байкалов, секретарь райкома партии
- Василий Шукшин — Пётр Ивлев, инструктор райкома
- Леонид Куравлёв — Сеня Громов, заикающийся механик, которому надо достать коленчатые валы
- Николай Граббе — Евгений Иванович, работник прилавка
- Леонид Чубаров — Грай
- Ирина Радченко — Наумова
- Юрий Чекулаев — Наумов, врач
- Алексей Бахарь — бригадир (нет в титрах)
- Эмма Цесарская — буфетчица (нет в титрах)
- Игорь Безяев — пьяный посетитель чайной (нет в титрах)
- Юлиана Бугаева — официантка (нет в титрах)

## История создания
Ещё за два года до съёмок фильма Шукшин в письме брату делился своими планами о фильме про деревню: «Всё дело в сценарии. Задумал большую картину, писать сценарий буду сам. Разве штатные сценаристы лучше меня знают деревню? Да и мне нужно бы оживить свою память теперь и кстати отдохнуть от Москвы. Словом, я с некоторой бодростью смотрю вперёд»:64. Сценарий Шукшина исходно назывался «Посевная» и неоднократно переделывался. В первоначальном сценарии, в частности, Грай (один из присутствующих в кабинете Байкалова) должен был предстать как «счастливый отец тройни»:42—43, имелся эпизод «Разговор секретаря райкома с актёрами»:44. Начальник Управления по производству фильмов министерства культуры СССР Игорь Рачук, однако, прислал отрицательный отзыв о сценарии, отметив в нём, что «люди, с которыми нас знакомит автор, настолько не вызывают ни расположения, ни уважения, что, дочитав сценарий до конца, трудно найти в себе радость по поводу одержанной этими людьми производственной победы:44». По мнению рецензента, сценарий фильма «рассказывает нам по существу о том, через сколько грязных дел приходится перебраться руководителям района, с каким количеством жуликов и шкурников надо столкнуться честным людям для того, чтобы уборка была благополучно доведена до конца:45». После этого сценарий был переработан.
Сам Шукшин в теоретической части диплома указал, что сценарий задумывался «как рассказ о секретаре райкома во времени: что с ним случилось за восемь часов, то попало в рассказ», и что ему «хотелось сделать сценарий, который был бы как бы без начала и без конца:49, 47». При этом в заключении он признавался, что одним из недостатков фильма стало то, что он, «снимая, отошёл от сценария. Сценарий был лучше:52».
Фильм снимался в Волоколамске, хотя действие, скорее всего, происходит в одном из сёл на Алтае:212. Место действия и фамилии персонажей фильма находят параллели и в других произведениях шукшинской «вселенной»: так, фамилия Байкалов встречается в романе «Любавины» и в фильме «Калина красная», а название Лебяжье носит деревня в рассказе «Земляки»:67. В фильме также имеется перекличка с первым сборником рассказов писателя «Сельские жители» (ср. сюжет рассказа «Коленчатые валы»):255. Леонид Куравлёв, исполнивший в фильме одну из ролей, говорил о том, что его персонаж Сеня Громов — эскиз к будущей роли Пашки Колокольникова из фильма «Живёт такой парень»:410.
Спустя более полувека после съёмок фильм воспринимается как документальная видеозарисовка провинциального городка, быта и мировоззрения жителей хрущёвского периода правления. В киноленте показаны узнаваемые ныне и знаковые здания Волоколамска — Волоколамский кремль того времени (без купола Никольского собора и без ограды), районная администрация (ныне городская библиотека), сберкасса (ныне Волоколамское отделение политической партии «Единая Россия»), городские улицы и переулки частного сектора.
По мнению киноведа, исследователя творчества Шукшина Юрия Тюрина, в своём первом фильме Шукшин, стремясь к передаче естественного течения жизни, сознательно, возможно даже внутренне полемизируя с тенденцией «динамичного кинематографа», ограничивается элементарным набором выразительных средств:67. На фоне других работ выпускников, диплом Шукшина смотрелся достаточно скромно, хотя и заслужил отличной оценки:59, 73.
Заведующая отделом прозы журнала «Октябрь» Ольга Румянцева, семья которой дружила с Шукшиным и знала его только как начинающего писателя, вспоминала, что её дети побывали на защите его диплома и вернулись со словами: «Из Лебяжьего сообщают, что в небе советской литературы и кино взошла новая яркая звезда — Василий Шукшин!.. Един в трёх лицах!»
Они также отметили, что руководитель диплома Михаил Ромм дал ему высокую оценку:267:163—164.
По воспоминаниям Александра Саранцева, товарища Шукшина, учившегося на операторском факультете ВГИКа курсом старше, через знакомых режиссёров Рениту и Юрия Григорьева удалось устроить встречу Шукшина с Сергеем Герасимовым. Шукшин, уже выпустившийся из ВГИКа, сидел в то время без работы и жилья. Посмотрев фильм, Герасимов сказал: «Ну что, старик… Прекрасно. Афористично. А эпизод у колодца — просто великолепен». После этого Герасимов пригласил Шукшина на «Мосфильм», и тот смог начать работу над первым полнометражным фильмом:401.